# Козинський заказник
Заказник «Козинський» — ландшафтний заказник загальнодержавного значення, що розташовується в Обухівському районі Київської області. Заказник є природоохоронною територією, згідно з Указом Президента України від 10 лютого 1994 року № 750/94. Заказник підпорядковується Обухівській районній державній адміністрації.

## Опис

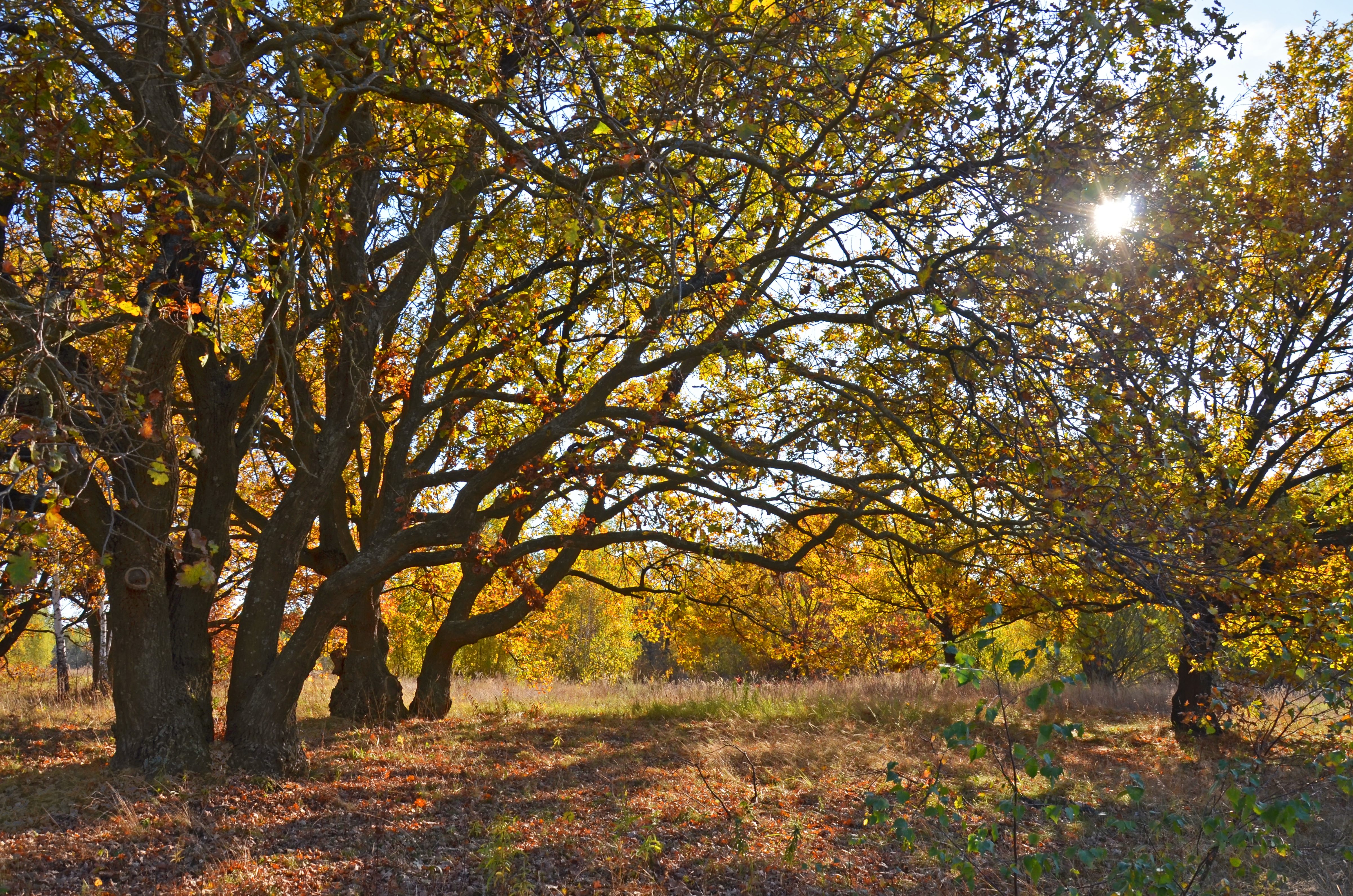
Заказник ландшафтний Козинський

Територія природоохоронного фонду розташована на території Козинської селищної ради та Української міської ради Обухівського району, в центральній частині заплави річки Дніпра. Заказник «Козинський» займає площу 967 гектарів. Територія втратила свій первинний вигляд через створення системи водосховищ.

## Флора

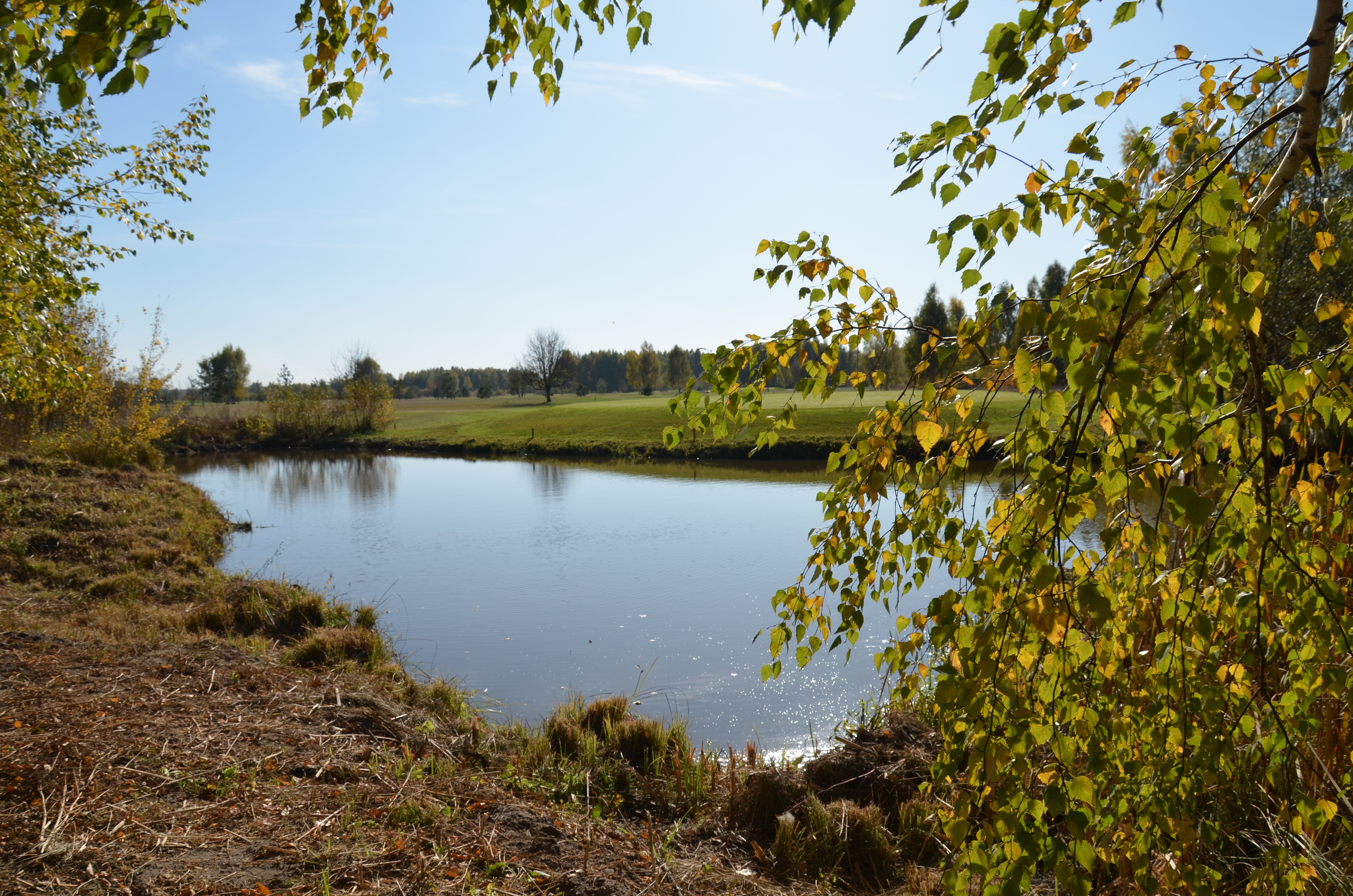
Козинський заказник

На території заказника поширені 4 рівні рослинних угруповань. Представлена водна рослинність, прибережно-водні угрупування, рослинність, що зростає на заболочених луках, рослинність сухих лук та розріджених гаїв. На природоохоронній території зростають глечики жовті та латаття біле. Зустрічаються види, які були занесені до Червоної книги України — це сальвінія плаваюча та водяний горіх. Вовче тіло болотне знаходиться у прибереженій смузі річки Іржець. На території заболочень зростають угрупування осоки гострої, костриці лучної та лепешняку великого. Поширені такі види, як валеріана висока, півники сибірські, півники болотні, цибуля гранчаста, ситник чорний та лікарська рослина калган. Зростають угрупування костриці овечої. Виявлені такі види рослин, як лищіця мурова, дрік фабрівний, голосхенус звичайний та очисток шестирядний. Залишки території луків заросли вербою та жостером проносним. Також зростають голос хенус, ліщиця мурова, дрік фабрівний та очиток шестирядний. Поширення набули такі види, як осокора, тополя біла, в'яз, буквиця лікарська, вероніка колосиста, буквиця лікарська, конвалія, оман верболистий, дуб, груша та береза.

## Фауна

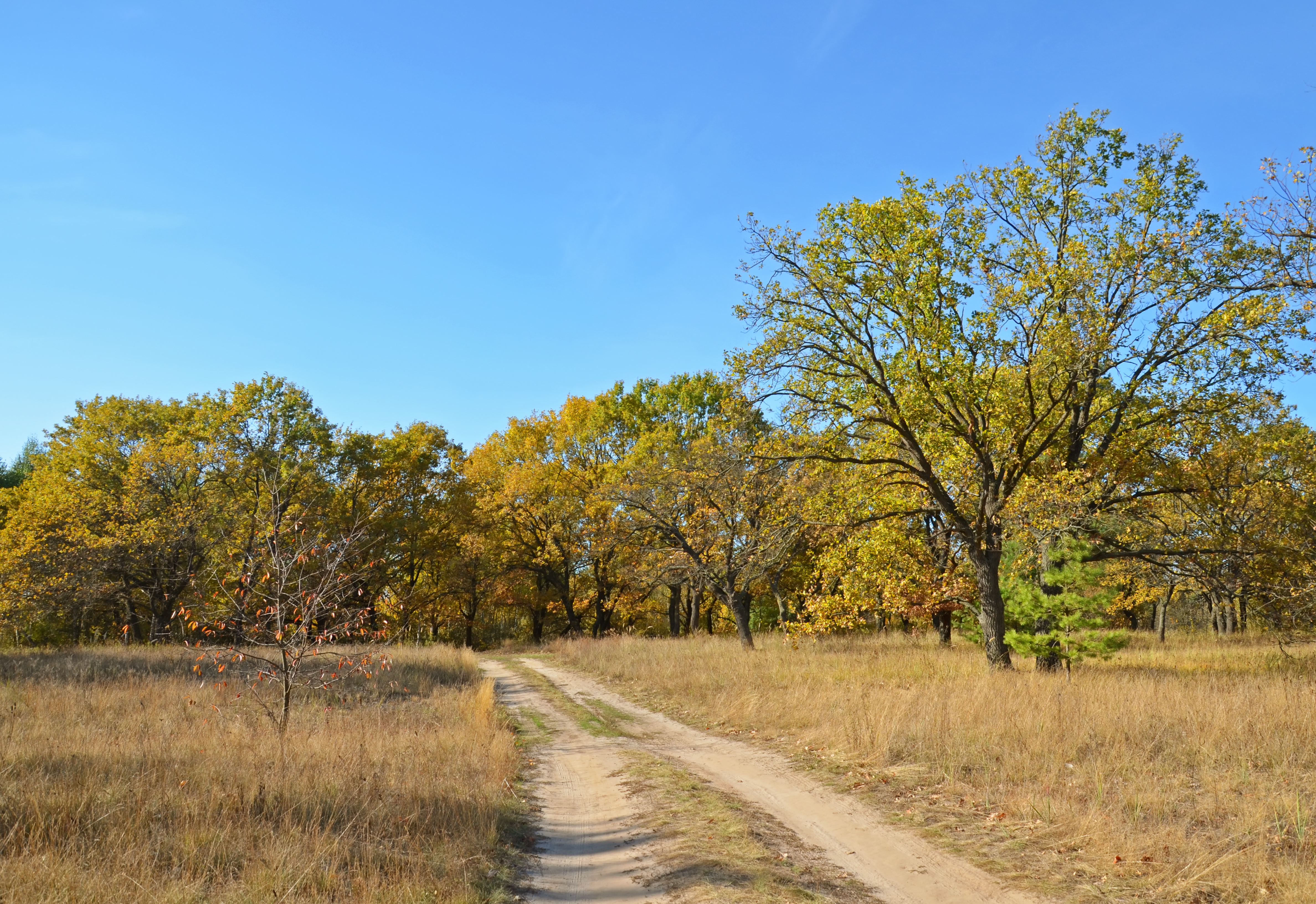
Заказник ландшафтний Козинський

На території заказника «Козинський» представлений вид, який охороняються законом. Це кулик-сорока. Також на території є чайки, качки та сіра чапля, види земноводних, черепаха чорна, черепаха болотна. Є лисиці та бобри, підорлики малі, крячки, крижні, кажани, ластівки сільські, мухоловка мала, чижі, одуди, очеретянки.Представлений на території природоохоронного об'єкту квітучий пухирник малий.